# Maddalena Mariani Masi
Maddalena Mariani Masi (Firenze, 1850 – Erba, 25 settembre 1916) è stata un soprano italiano.
Creò il ruolo della protagonista de La Gioconda di Ponchielli nel 1876 al Teatro alla Scala di Milano, e apparve nel suddetto ruolo in diversi teatri italiani e al Liceu di Barcellona. Interpretò spesso Marguerite nel Mefistofele di Arrigo Boito.

## Biografia
Studiò pianoforte al Conservatorio di Firenze, dove seguì inoltre lezioni di canto che in seguito proseguì a Vienna. Debuttò sul palcoscenico al Teatro Rossini di Pesaro nel 1871, e l'anno successivo apparve alla Scala come Agathe ne Il franco cacciatore di Carl Maria von Weber. Nel 1874 la vediamo nel ruolo di Giulietta nel Romeo e Giulietta di Gounod, e l'anno successivo creò il ruolo di Romilda in Gustavo Wasa di Filippo Marchetti e quello di Aldona in una nuova versione de I Lituani di Ponchielli. Suo fu il ruolo principale nella prima mondiale de La Gioconda di Ponchielli nel 1876, cantando il ruolo anche nella versione finale nel 1880.  Interpretò il ruolo in diversi teatri d'opera italiani e nel 1883 al Liceu di Barcellona.
Mariani Masi fu apprezzata nei ruoli di soprano drammatico, sia come cantante che come attrice. Fu sia Margherita che Elena nel Mefistofele di Boito quando la versione rivista fu presentata in anteprima al Teatro Comunale di Bologna, contribuendo al successo dell'opera che in precedenza era risultata un fallimento.
Amata dai suoi ammiratori, nel 1875, quando, durante un'esibizione a Buenos Aires perse la voce e non poté recitare la pazza scena in Lucia di Lammermoor, molti dei custodi la incontrarono nel suo camerino per esprimerle il loro cordoglio.
Si ritirò dalle scene nel 1890 circa, lavorando in seguito come insegnante di canto. Tra le sue allieve vi fu Lina Cavalieri.

## Repertorio
| Ruolo                | Titolo               | Autore     |
| -------------------- | -------------------- | ---------- |
| Elena Margherita     | Mefistofele          | Boito      |
| Lucrezia Borgia      | Lucrezia Borgia      | Donizetti  |
| Lucia Ashton         | Lucia di Lammermoor  | Donizetti  |
| Giulietta Capuleti   | Romeo e Giulietta    | Gounod     |
| Romilda              | Gustavo Wasa         | Marchetti  |
| Casilda              | Ruy Blas             | Marchetti  |
| Sélika               | L'africana           | Meyerbeer  |
| Lucia Mondella       | I promessi sposi     | Ponchielli |
| Aldona               | I Lituani            | Ponchielli |
| Gioconda             | La Gioconda          | Ponchielli |
| Jeftele              | Il figliuol prodigo  | Ponchielli |
| Sinaide              | Mosè                 | Rossini    |
| Duchessa Elena       | I vespri siciliani   | Verdi      |
| Donna Leonora        | La forza del destino | Verdi      |
| Elisabetta di Valois | Don Carlo            | Verdi      |
| Aida                 | Aida                 | Verdi      |
| Agata                | Il franco cacciatore | Weber      |